# 大休正念
大休正念（だいきゅう しょうねん）は、鎌倉時代に南宋から渡来した臨済宗の僧。諡は仏源禅師。温州永嘉県の出身。

## 生涯
宋国温州永嘉郡の出身。初め曹洞宗の東谷明光に師事し、ついで天目山に登った。その後径山の石渓心月に参禅してその法を継いだ。文永6年（1269年）、幕府の執権北条時宗の招聘により来日。鎌倉の禅興寺に入り、文永9年（1272年）建長寺第3世住持となった。さらに寿福寺に住し、弘安4年（1281年）浄智寺を開創している。正応元年(1288年)11月30日円覚寺の第2世住持となる。正応2年（1289年）病となり正観寺に移り、11月29日、75歳で寂し、寿福寺に遺骨が収められ、のち仏源禅師と諡された。長期間の日本滞在により鎌倉における禅林の確立に力を尽くし、時宗を初め、子の貞時や時宗の弟の宗政など鎌倉武士に大きな感化を与えた。